# Delta1 Lyrae
Pour les articles homonymes, voir Delta Lyrae.
Désignations
Delta1 Lyrae (en abrégé δ1 Lyr) est une étoile binaire de la constellation de la Lyre. Elle est faiblement visible à l'œil nu avec une magnitude apparente de 5,56. D'après la mesure de sa parallaxe annuelle par le satellite Gaia, le système est distant d'environ ∼ 1 160 a.l. (∼ 356 pc) de la Terre. Il s'en rapproche à une vitesse radiale héliocentrique de −26 km/s. Olin J. Eggen (1983) l'a inclut comme un membre candidat de l'amas de Delta Lyrae.
Delta1 Lyrae est une binaire spectroscopique à raies simples avec une période orbitale de 88,4 jours et une excentricité de 0,37. Sa vitesse radiale variable a été découverte à partir de plaques photographiques prises à l'observatoire Yerkes en 1904, puis les premiers éléments orbitaux ont été calculés par Frank Craig Jordan en 1916.
La composante visible de la paire est une étoile bleu-blanc de la séquence principale de type spectral B2,5V, qui génère son énergie par la fusion de l'hydrogène dans son noyau. C'est une jeune étoile âgée d'une dizaine ou d'une vingtaine de millions d'années, et qui apparaît être 7 à 8 fois plus massive que le Soleil,. Elle est 838 fois plus lumineuse que le Soleil  et sa température de surface est de 20 350 K.
Delta1 Lyrae possède un compagnon visuel répertorié, qui est une étoile de magnitude 9,93 située à une distance angulaire de 175,3 secondes d'arc et à un angle de position de 20° d'elle en 2012. C'est une géante rouge de type spectral K2III, située à environ 535 pc (∼1 740 al) de la Terre.